# 캔턴기
캔턴기는 국기의 종류 중 하나이다. 국기를 가로세로 4등분했을 때 왼쪽 윗부분을 캔턴이라고 하는데, 그 부분에 문장이 있는 국기를 캔턴기라고 한다. 꼭 문장이 국기의 ¼을 차지하지 않는다 하더라도 국기의 왼쪽 위에 문장이 위치하면 일반적으로 캔턴기라 한다. 미국의 성조기, 중국의 오성홍기, 오스트레일리아의 국기 등이 대표적이다.

## 캔턴기에 해당하는 국기

사진
그리스의 국기
뉴질랜드의 국기
라이베리아의 국기
말레이시아의 국기
미국의 국기
사모아의 국기
오스트레일리아의 국기
우루과이의 국기
중화민국의 국기
중화인민공화국의 국기
칠레의 국기
토고의 국기
통가의 국기
투발루의 국기
피지의 국기